# Sonates pour piano et violon de Roussel
Pour les articles homonymes, voir Sonate pour piano et violon.
Albert Roussel a composé trois sonates pour piano et violon : 
- la première, datant de 1902, a été détruite[1] ;
- l'opus 11 ;
- l'opus 28.

On note qu'elles sont appelées « pour piano et violon » et non l'inverse comme il est de tradition, ceci probablement pour insister sur l'équivalence des deux parties.

## Sonate pour piano et violon enré mineurop. 11
Elle a été composée entre 1907 et 1908 et révisée en 1931. Elle est dédiée au compositeur Vincent d'Indy. Roussel n'écrira plus guère pour la musique de chambre durant près d'une décennie entre 1908 et 1919, se consacrant entièrement à la musique symphonique ainsi qu'à l'opéra.
La création en a été faite à Paris le 9 octobre 1908 par Parent et Dron.
Elle comporte trois mouvements et son exécution demande environ trente minutes.
- I  Lent – Très animé – Lent
- II Assez animé – Lent – Assez animé
- III Très animé – Très modéré – Très animé

## Sonate pour piano et violon op. 28
Elle a été composée en 1924 et dédiée au compositeur Guy Ropartz. 
La création en a été faite le 25 octobre 1925 par Asselin et Caffaret.
Elle comporte trois mouvements et son exécution demande environ moins d'un quart d'heure.